# Miniera di Moab Khotsong
La miniera di Moab Khotsong è una grande miniera situata nella parte settentrionale del Sudafrica a circa 180 chilometri a sud-ovest di Johannesburg.
Rappresenta una delle maggiori riserve di uranio della nazione, con una stima di riserve di 57,2 milioni di tonnellate di minerale con gradazione dello 0,058% di uranio.
La miniera è stata di proprietà dell'AngloGold Ashanti Limited dal 1995, anno di apertura, al 2018, per poi essere acquistata dalla Harmony Gold.